# Ojîhivți, Volociîsk
Ojîhivți (în ucraineană Ожигівці) este localitatea de reședință a comunei Ojîhivți din raionul Volociîsk, regiunea Hmelnîțkîi, Ucraina.

## Demografie
Componența lingvistică a localității Ojîhivți
     Ucraineană (98,31%)
     Rusă (1,45%)
     Alte limbi (0,24%)
Conform recensământului din 2001, majoritatea populației localității Ojîhivți era vorbitoare de ucraineană (98,31%), existând în minoritate și vorbitori de rusă (1,45%).